# Старий Айдар
Старий Айда́р — село в Україні, у Щастинській міській громаді Щастинського району Луганської області. Населення становить 283 осіб. Орган місцевого самоврядування — Передільська сільська рада.

## Історія
За даними на 1864 рік у казенній слободі Старобільського повіту Харківської губернії мешкало 1288 осіб (619 чоловічої статі та 669 — жіночої), налічувалось 186 дворових господарства, існувала православна церква.
Станом на 1885 рік у колишній державній слободі, центрі Староайдарська волості, мешкало 1435 осіб, налічувалось 208 дворових господарств, існували православна церква, школа й поштова станція.
У 1932–1933 роках Староайдарська сільська рада постраждала від Голодомору. За свідченнями очевидців кількість померлих склала щонайменше 45 осіб, імена яких встановлено.

## Населення
За даними перепису 2001 року населення села становило 633 особи, з них 10,25 % зазначили рідною мову українську, а 89,75 % — російську.

## Культурна спадщина
У селі розташована Михайлівська церква — пам'ятка архітектури національного значення, зведена 1787 року.

Михайлівська церква (2012)
Михайлівська церква (2012)
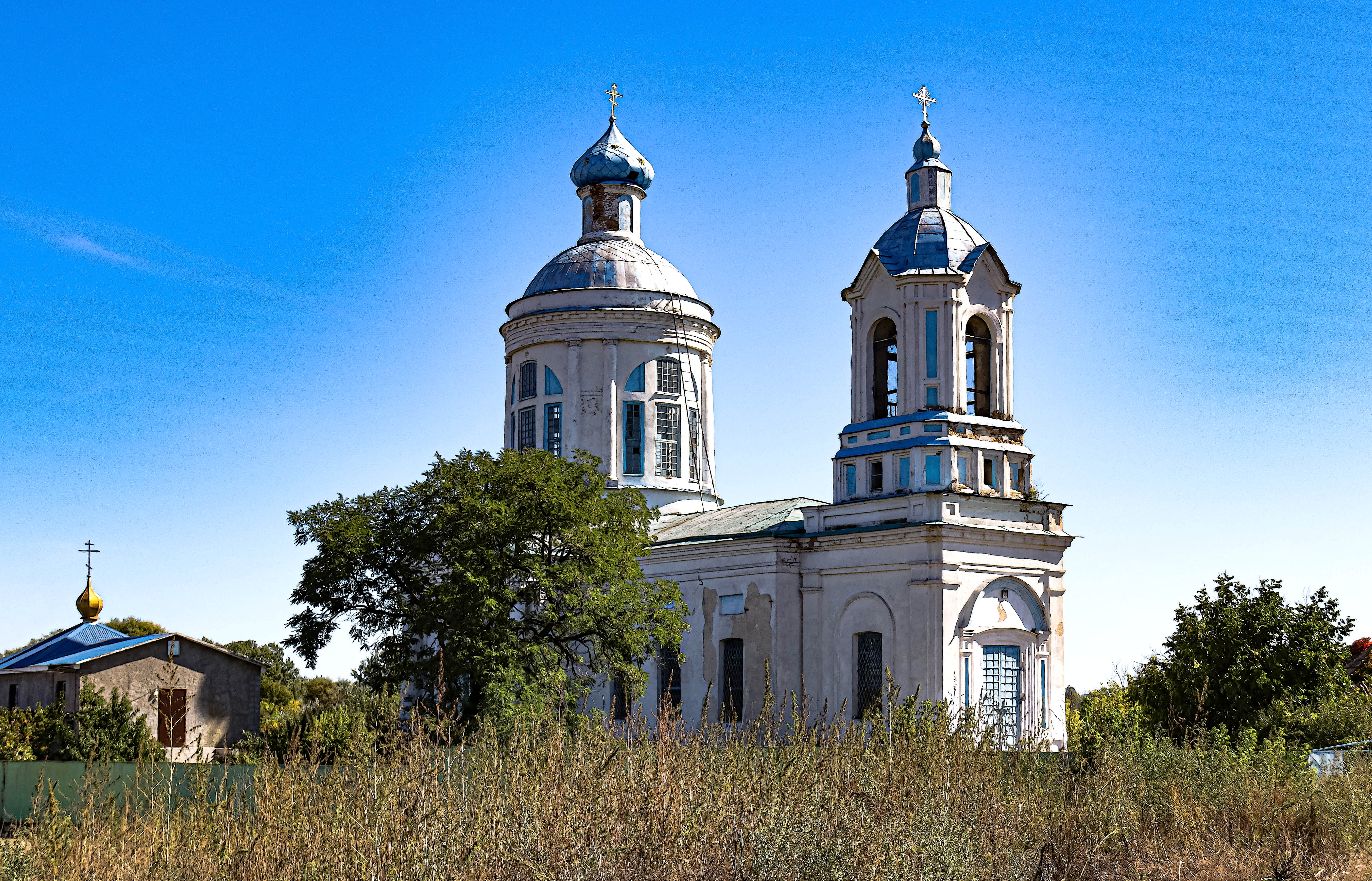
Михайлівська церква (2021)